# مشاريع بيئية

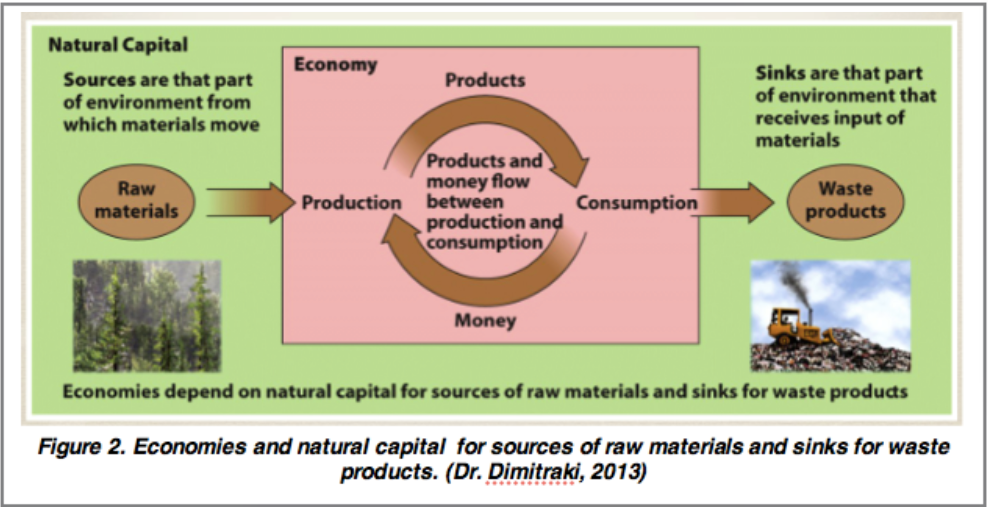

المشاريع البيئية (بالإنجليزية: Environmental enterprise)‏ وتشير إلى الأعمال الصديقة للبيئة أو المتوافقة معها. على وجه التحديد، هي الأعمال التجارية التي تنتج مشاريع ذات قيمة بنفس الطريقة التي ينتجها النظام البيئي، وهي لا تنتج نفايات أو لا تستهلك الموارد التي لا يمكن استعادتها. بالإضافة إلى ذلك، تجد المشاريع البيئية طرقًا بديلة لإنتاج المنتجات بدل أن تستغل الحيوانات لأجل أرباح البشر. تستثمر بعض المشاريع البيئية أموالها لتطوير أو تحسين تقنياتها الصديقة بيئيًّا لكي تكون أقرب إلى هدفها في أن تصبح شركات صديقة للبيئة. كذلك، تحاول المشاريع البيئية عادةً تقليل الاحتباس الحراري؛ لذا تستخدم بعض الشركات مواد صديقة للبيئة لبناء متاجرها. تضع هذه المشاريع كذلك قوانين صديقة للبيئة. يمكن أن تجلب كل هذه الجهود التي تقوم بها المشاريع البيئية آثارًا إيجابية لكل من الطبيعة والبشر. هذا المفهوم متجذر في نظريات رأس المال الطبيعي، والاقتصاد البيئي، والتصميم المتجدد (يسمى أيضًا التصميم من مهد إلى مهد). من الأمثلة على المشاريع البيئية شركة الجيل السابع وسلسلة أسواق الغذاء الكامل هول فودز.

## الخلفية

### العولمة البيئية صيحة لا يمكن الرجوع عنها
ندرة الموارد الطبيعية و/أو وفرتها تقودان العولمة، إذ يحفزان قوى عرض وطلب في الأسواق العالمية. العولمة السريعة لاقتصادات العالم في السنوات الأخيرة مبني على التطور السريع للعلوم والتكنولوجيا، وقد نتجت عن البيئة التي كان ينتشر فيها النظام الاقتصادي للأسواق بسرعة عبر العالم كله وقد تطورت على أساس زيادة تقسيم العمل عبر الحدود والذي كان يخترق النظام حتى مستوى سلاسل الإنتاج ضمن مشاريع في دول مختلفة.

### البيئة والاستدامة
راكمنا في الخمسين سنة الأخيرة ثروات مالية غير مسبوقة، ولكننا بنفس الوقت أبخسنا شأن المخاطر التي تخص قاعدة مواردنا البيئية (ما وُهبناه من معادن وغابات وأسماك ومياه ومناخ). لقد مولنا نمونا غير الطبيعي بمعايير حياة متصاعدة بنفس وقت إبخاسنا حق البضائع والخدمات التي نشتقها من موارد كوكبنا الطبيعية، والآثار الجانبية السلبية التي نخلقها بتلويث تلك الموارد، والأخطار المستقبلية التي نواجهها بسبب استمرار استنزافها وتدهورها. شهد النمو الاقتصادي المهول الذي تمتعنا به في السنوات الخمسين الماضية توسع شبكات النقل والبيئة في عالمنا من حيث الحجم والتعقيد بمعدلات غير مسبوقة. لقد طورنا نظامًا بيئيًّا بشريًّا عالميًّا أكثر تشابكًا بكثير، ويستطيع تأمين الطعام والوقود والماء والسكن والنقل بشكل أفضل من أي وقت مضى. يمكن تحقيق الاستدامة لأن الشركات تتبنى الإنتاج المستدام لتلميع صورتها. أن تكون صديقًا للبيئة أمر جيد لتسويق المنتج. بينما، في حين تظهر المشكلات الاجتماعية، تركز بعض الشركات على القضايا البيئية لخلص صورة إيجابية عن الشركة. مع تنامي الاهتمام الاجتماعي بالبيئة، تبدأ بعض الشركات بعرض منتجات وأنظمة توزيع صديقة للبيئة. يمكن تفسير معاني الأنظمة إما من خلال وجهات نظر إدارة الشركة، أو من فكرة أن التوجيهات الإدارية الصديقة للبيئة ستعطي صورة إيجابية عن الشركة وبضائعها. بكلمات أخرى، هذه الأفكار مبنية على أسباب اقتصادية وأخلاقية. يمكن أخذ اتفاقية كيوتو كمثال: كانت الاتفاقية تهدف لحل مشكلتي الاحتباس الحراري والتغير المناخي العالميتين، ولكن بعض الشركات كانت قد وضعت مسبقًا تقليل الانبعاثات وتحسين الفعالية الطاقية قيد التطبيق، ما يساعد في خلق صورة عامة إيجابية.

## الطبيعة
المشروع البيئي عمل صديق للبيئة أو متوافق معها. على الأخص، فإن المشروع البيئي هو نوع من الأعمال ينتج قيمةً بنفس طريقة النظام البيئي، دون إنتاج نفايات ولا استهلاك موارد غير مستدامة. هذا المفهوم متجذر في نظريات رأس المال الطبيعي، والاقتصاد البيئي، والتصميم المتجدد. تظهر عملية التدفق الحلقة المتشكلة بين المشروع ورأس المال الطبيعي. الطبيعة -وضوحًا- هي منبع الثروة والشيء الوحيد الذي يمكن ويجب فعله هو الترويج للفعالية الاقتصادية في الدائرة الضيقة. بكلمات أخرى، يجب تعزيز معدل الاستفادة من المواد الخام لزيادة الخرج، وبنفس الوقت، تطوير التكنولوجيا لتخفيض دخل الموارد ونواتج الهدر. لتحقيق الاستدامة -في هذه الحالة- لتحسين أداء الاقتصاد.

### الكلفة الخارجية
في الاقتصاد، الأثر الخارجي -أو الجانبي- هو الكلفة أو المنفعة التي تؤثر على طرف لم يختر تحقيق تلك المنفعة أو دفع تلك الكلفة. يصطلح عادةً على تسمية كلفة البيئة كلفةً خارجيةً للمشروع. يسبب تلوث الهواء الناتج عن حرق الوقود الأحفوري ضررًا على كل من المحصولات والأبنية (التاريخية) والصحة العامة. «الكلفة الاجتماعية – الكلفة الخاصة = الكلفة الخارجية». تتمثل الحالة المثالية لمشروع بيئي في اقتطاع الكلفة الخارجية السلبية.

### الكلفة الاجتماعية
يمكن تمييز الكلفة الاجتماعية في الاقتصاد عن «الكلفة الخاصة». ينمذج المنظرون الاقتصاديون صناعة القرار الفردية على شكل قياس للكلفة والمنفعة. تعتبر الكلفة الاجتماعية أيضًا الكلفة الخاصة مضافًا إليها الآثار الخارجية.
مثلًا، تعكس كلفة صناعة سيارة (أي مجموع كلفة شراء المدخلات، والضرائب العقارية لمصنع السيارات، والمصاريف غير المباشرة لإدارة المصنع وكلفة اليد العاملة) الكلفة الخاصة للمصنّع (حسب بعض الطرق، يمكن اعتبار الربح العادي من كلفة الإنتاج؛ انظر على سبيل المثال كتاب الاقتصاد لستيفن إيسون وستيوارت وول، الصفحة 181 من طبعة 2007). تعتبر المياه الملوثة أو الهواء الملوث الناتجين أيضًا عن عملية إنتاج السيارة كلفة خارجية يتحملها أولئك المتأثرون بالتلوث أو الذين يقدرون الهواء والماء غير الملوثين. بما أن المصنّع لا يدفع قيمة هذه الكلفة الخارجية (كلفة إصدار نفايات غير مرغوب بها إلى العامة)، ولا يضع هذه الكلفة ضمن سعر السيارة (تعويض كالدور-هيكس)، فإن هذه الكلفة تعتبر خارجية بالنسبة لآلية تسعير السوق. تلوث الهواء الناتج عن قيادة السيارة أثر خارجي آخر ينتجه مستخدم السيارة في أثناء عملية استخدامه للبضاعة الخاصة به. لا يعوض السائق عن الضرر البيئي الذي سببه استخدامه للسيارة.

## كيفية تحقيقها
- خذ القضايا البيئية بعين الاعتبار في عملية تشغيل وإدارة مشروع ما.

بشكل عام، ومهما يكن حجم المشروع، فإن كل مشروع صناعي تطرح فيه مسألة كيفية كونه صديقًا للبيئة. بما أن القضية البيئية تؤثر بشكل تدريجي على التطور طويل الأمد للبلاد؛ فعلى الدول -وليس الشركات وحدها- أن تأخذ هذه القضية بعين الاعتبار وتسيطر على التلوث بشكل عملي. على المشاريع المتطورة الاعتناء بأمر رأس المال الطبيعي والكلفة الخارجية التي تدفعها الظروف البيئية بدل التضحية بالموارد الطبيعية فقط لجلب الربح.
- تأسيس نظام إدارة بيئية وتشريعات خاصة.

إن مهمة تحقيق مفهوم المشروع البيئي مهمة متعددة الجوانب. فليس كافيًا حل مسألة التلوث، بل يجب التركيز بشدة على التوفير في استهلاك المواد الخام، وتخفيض استهلاك الطاقة، وتخفيض الهدر والنفايات، وتقليل المسرطنات في المنتجات. لا يمكن لصناعة ما أن تتعامل مع القضية البيئية حتى تحقق كل هذه الأشياء.*
- الاستثمار في تخفيض التلوث من أصله وإدخال خطوط إنتاج صديقة للبيئة.

يجب تقييد أصل التلوث، فأفضل طريقة للسيطرة على الانحلال تكون بالذهاب إلى بدايته بدل الطرق الفرعية.
- التقدم بثقافة المشاريع البيئية وتطوير الصناعة بأكملها تدريجيًّا.

من واجبنا الحفاظ على الكوكب؛ لذا فعلينا جعل هذه المشاريع ثقافةً كأحد أفضل السبل لإبقاء الناس واعين بيئيًّا على المدى الطويل.

## دراسة حالة
شركة الغذاء الكامل هول فودز: «نحن ندرك الحاجة إلى إشراف بيئي فعال بحيث تستمر الأرض بالازدهار لأجيال قادمة. بسبب تخفيض الهدر بنسبة 42%، فإن وكالة حماية البيئة في الولايات المتحدة تعرفنا بأننا محطمو الأرقام القياسية الخاصة بكل من إعادة التدوير وتخفيض نفايات البناء».